# سمانه محسنی کیاسری
 سمانه محسنی کیاسری  (زادهٔ  مرداد ۱۳۶۲ - ساری) داور ایرانی فوتبال است. وی در سال ۱۳۸۱ داوری را آغاز کرد و از سال ۲۰۱۰ داور بین‌المللی فوتبال شد. سمانه محسنی پیش از داوری، مدت پنج سال بازیکن فوتبال بوده است.

## پیشینه
- بازیهای مقدماتی آسیا
- بازیهای زیر ۱۹ و زیر ۱۶ سال آسیا
- داوری در بازیهای آسیایی اینچیون کره
- داوری در بازی‌های نروژ کاپ
- شرکت در کلاس‌های سالانهٔ ای‌اف‌سی
- یک دوره دعوت به کلاس داوری یوفا در کشور سوییس در کمپ یوفا[۱][۲][۳]